# Brando (piève)
Pour les articles homonymes, voir Brando.
Brando est une ancienne piève de Corse. Située dans le nord-est de l'île, elle relevait de la province du Cap Corse sur le plan civil et du diocèse de Mariana sur le plan religieux.
La piève de Brando est le reliquat d'un fief au territoire plusieurs fois modifié, relevant des seigneurs Gentile de 1109 à 1768.

## Géographie

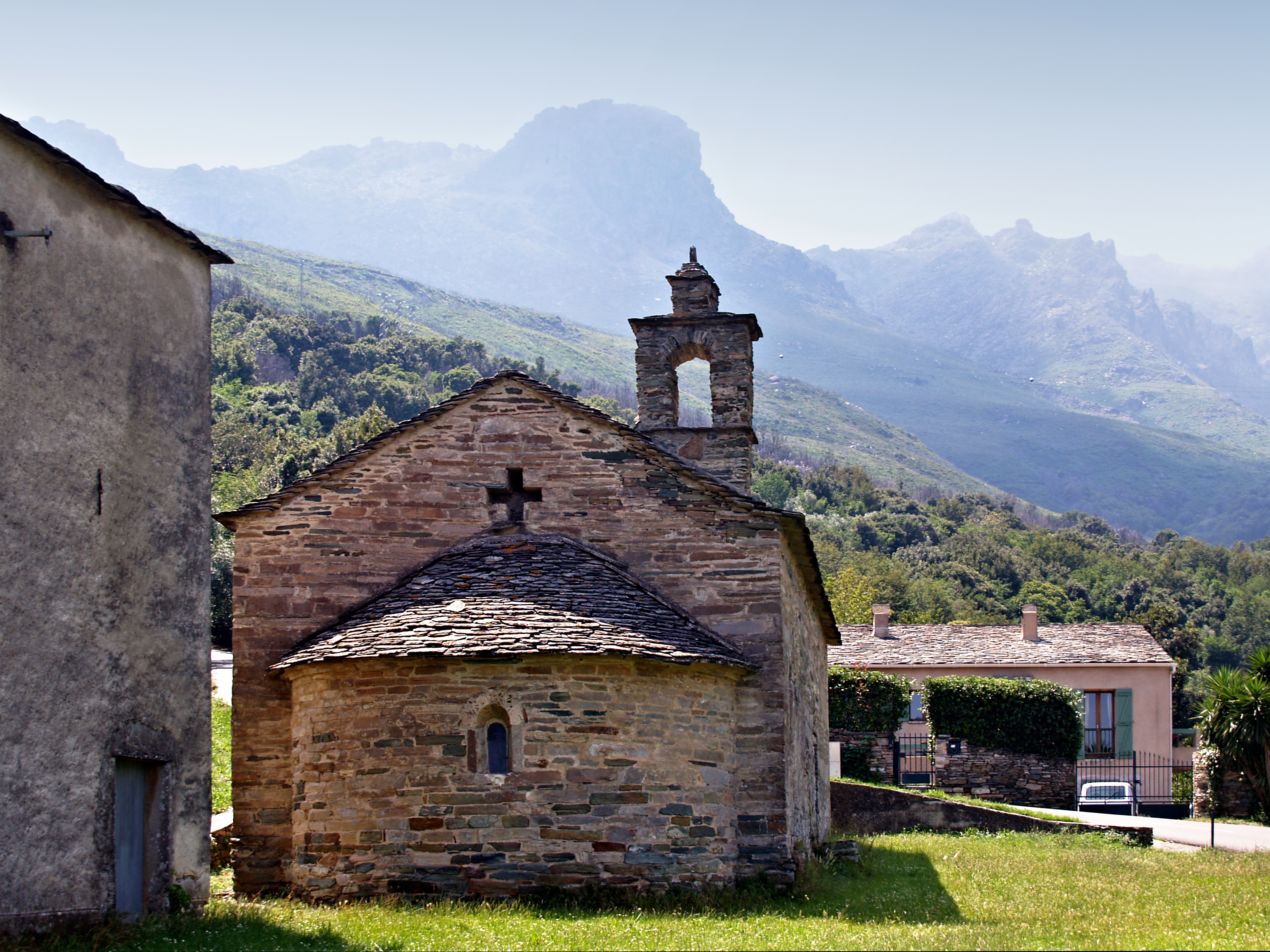
chapelle Notre-Dame des Neiges à Parocchia - Castello

La piève de Brando occupait la partie sud-est du Cap Corse. Elle couvrait le territoire de l'ancien fief de Brando, composé des communautés de :
- Brando ;
- Sisco ;
- Pietracorbara.

Située au nord de Bastia, la piève de Brando couvrait les vallées des ruisseaux de Pietracorbara, de Sisco, et du Traghietto, ouvertes sur la mer Tyrrhénienne.

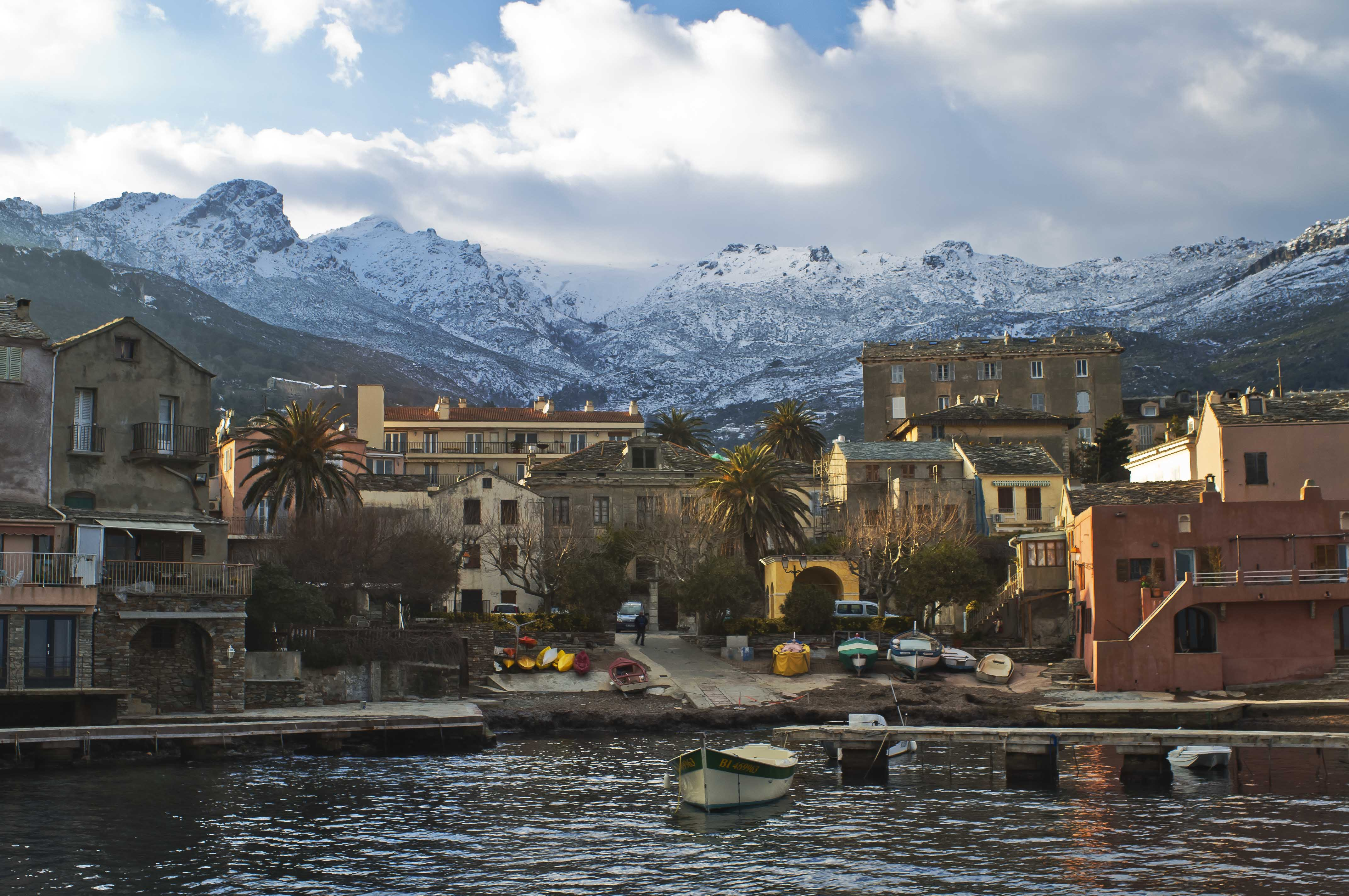
Brando.
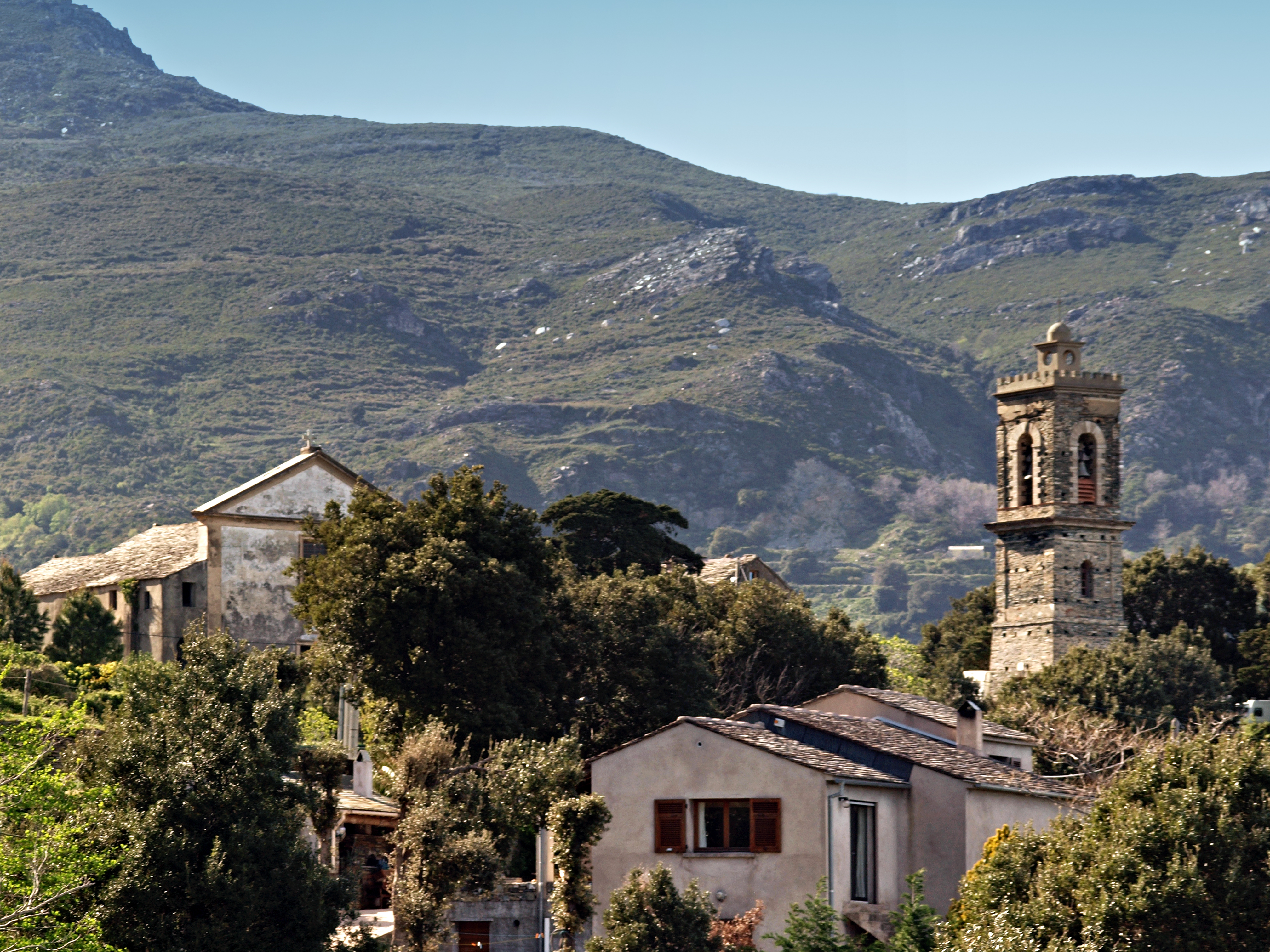
Sisco.
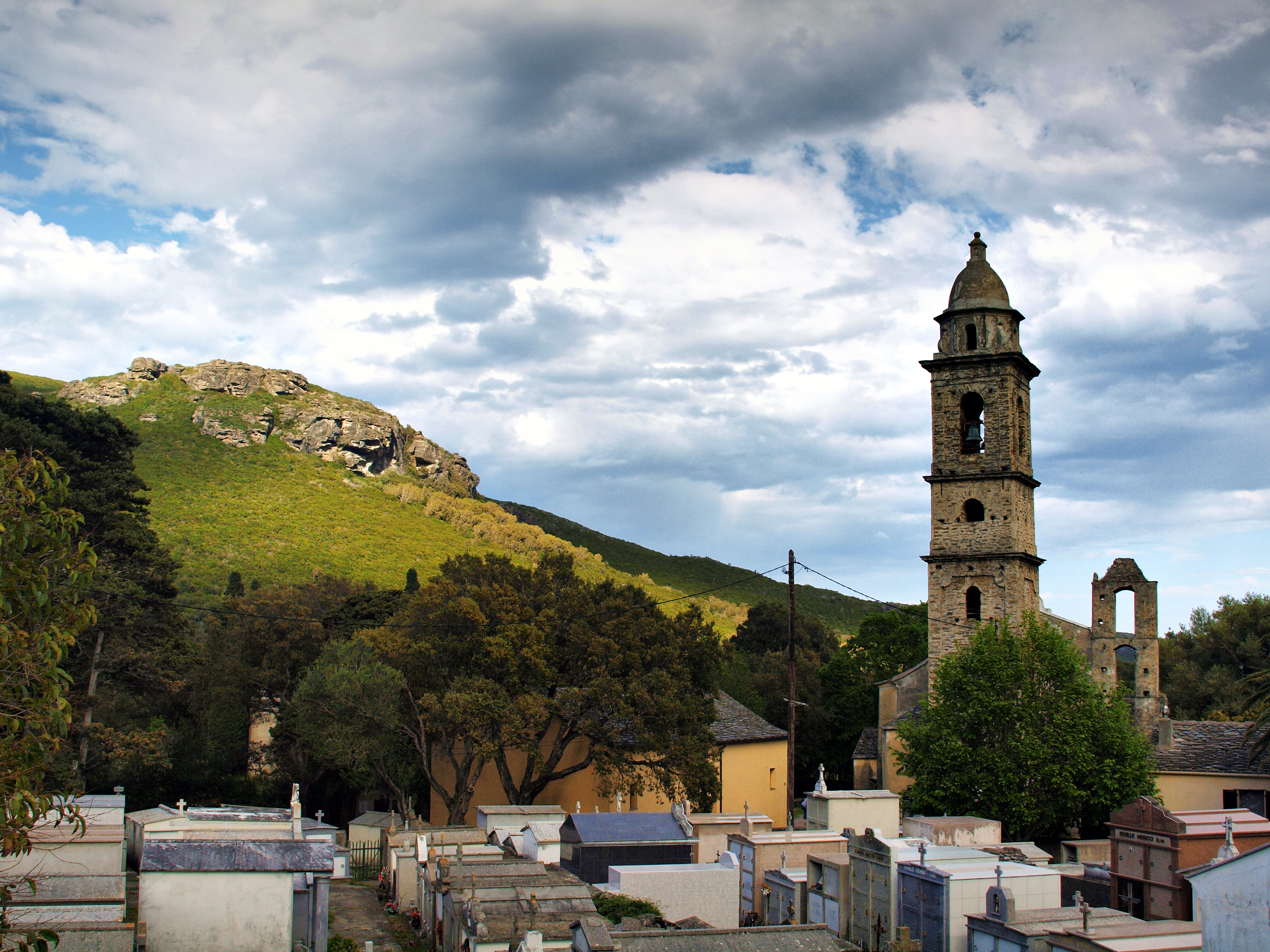
Pietracorbara.

Les pièves voisines de Brando sont :

## Histoire

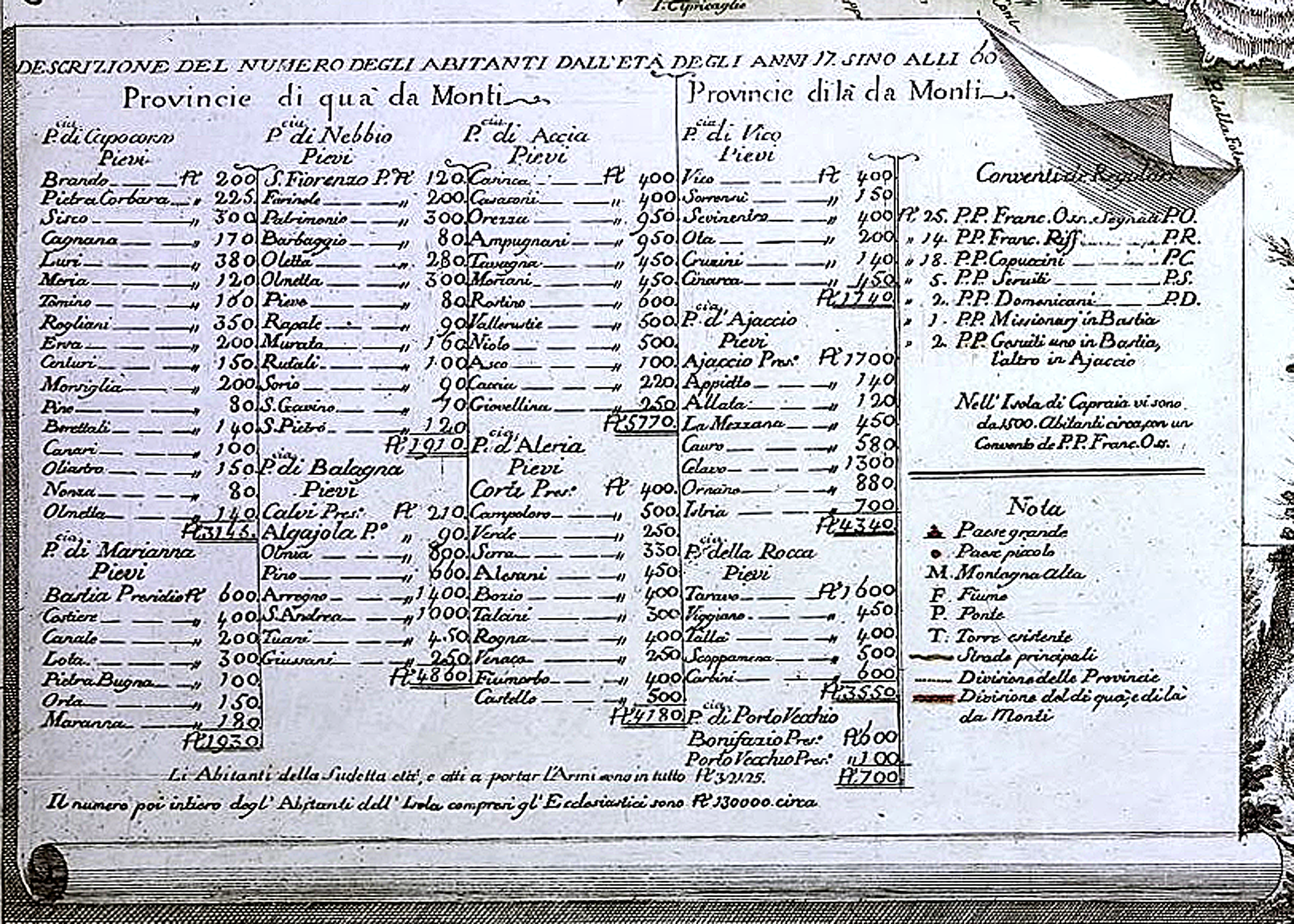
Provinces et pievi de Corse (1760)

Au XIIe siècle la Corse comptait 6 évêchés. La piève de Brando relevait religieusement de l'évêché de Mariana (l'évêque de Mariana était établi à Bastia depuis 1570 à cause de la permanente menace barbaresque). La communauté de Castello en était la piévanie, avec Santa Maria delle Nevi comme église piévane.

### Le fief de Brando

#### Origines
- En 111 av. J.-C., la Corse est pacifiée par Rome qui chasse les Vanacini de la plaine d'Orto, au sud de Mantinum (Bastia). À cette époque Rome crée de nombreuses localités : Mariana, Mercuri (Luri), Vicus Aureglianus (Rogliano), Tamarone, Minervio, Conchiglio, Nuntia (Nonza), Blesinum (Lavasina)… et organise l'île en 200 pièves environ, dont une vingtaine au Cap Corse.
- Vers 390, dès la diminution de la force de Rome, l'Église prend le relais de la société romaine en déclin, christianisant les fêtes païennes et multipliant les évêchés.
- En 844 environ, Boniface II marquis de Toscane et tutor Corsicæ abandonne l'île aux Sarrasins qui pillaient ses côtes depuis 714.
- Vers 860, la féodalité apparaît avec la reconquête sur les Maures et leur roi Ferrandino par Ugo Colonna, légendaire patricien romain nommé comte de Corse par le Pape.

Le nord-est de la Corse est reconquis par un descendant de Boniface marquis toscan fondateur de Bonifacio : Oberto ancêtre des Malaspina et des Obertenghi. Pour ce faire, Oberto s'est fait aider de plusieurs compagnons dont le génois Ydo (ou Ido) chef des Peverelli, jusqu'en 1082 seigneurs d'Olcani à La Chiappella, dont les cousins Avogari n'étaient seigneurs que de Nonza-Olmeta jusqu'en 1109, et Alberto de Loreto ancêtre des Loretesi d'Ajaccio Castelvecchio au Xe siècle.

#### Le fief de Brando duXIesiècleauXIIIesiècle

##### Domination d'Alberto de Loreto
- De 1030 à 1051 - Brando était dominé par Alberto de Loreto, "Giudice" (juge) de Casinca, Marana, Lota-Sagro (Brando-Sisco-Pietracorbara), Tavagna, Moriani, Ampugnani.

##### Domination des Delle Suere
- 1052 - Les descendants Loretesi sont dépouillés par les delle Suere de Lota-Sagro, par les Amondaschi de Marana, Casinca, et au XIe siècle par les Cortinchi d'Ampugnani, Moriani-Tavagna.
- 1077 - le Saint-Siège revendique ses droits de suzeraineté sur la Corse. Il envoie des seigneurs pisans achever la conquête de l'île. En 1091, sur les instances de la comtesse Mathilde, la Corse est donnée en fief par Urbain II à Landulfus, évêque de Pise.

##### Domination des Peverelli
- 1082 - Gênes aide les Peverelli à prendre aux delle Suere le Sagro (Brando-Sisco-Pietracorbara).
- 1092 - Le pape Urbain II nomme archevêque Daibertus évêque de Pise qui devient métropolitain-suzerain des 6 diocèses corses.

##### Domination des Avogari
- 1109 - Soutenus par Pise, les Avogari enlèvent aux Peverelli Olcani, Brando, Sisco, Pietracorbara, et attribuent des statuts à leurs vassaux.
- 1133 - Gênes obtient du pape Innocent II les diocèses de Nebbio, Mariana, Accia, Pise conserve ceux de Sagone, Ajaccio et Aléria.
- 1197, les Avogari entrent dans l'albergo Gentile et deviennent' Avogari-Gentile ; l'albergo[Note 1].
- 1198 à 1250 - Avogari di Gentilli. Le fief était composé des pievi de Nonza, Canari et Brando, soit le sud du Cap Corse, le nord étant à Ansaldo Da Mare.

Le fort de Brando, citadelle des seigneurs Avogari, avait été construit au XIIe siècle au lieu-dit Forte à Castello. Ruiné, il est reconstruit au XIVe siècle, puis est à nouveau détruit. Le château de Castello-Brando sera relevé par les Français en 1558.

#### Le fief de Brando auXIVeetXVesiècles

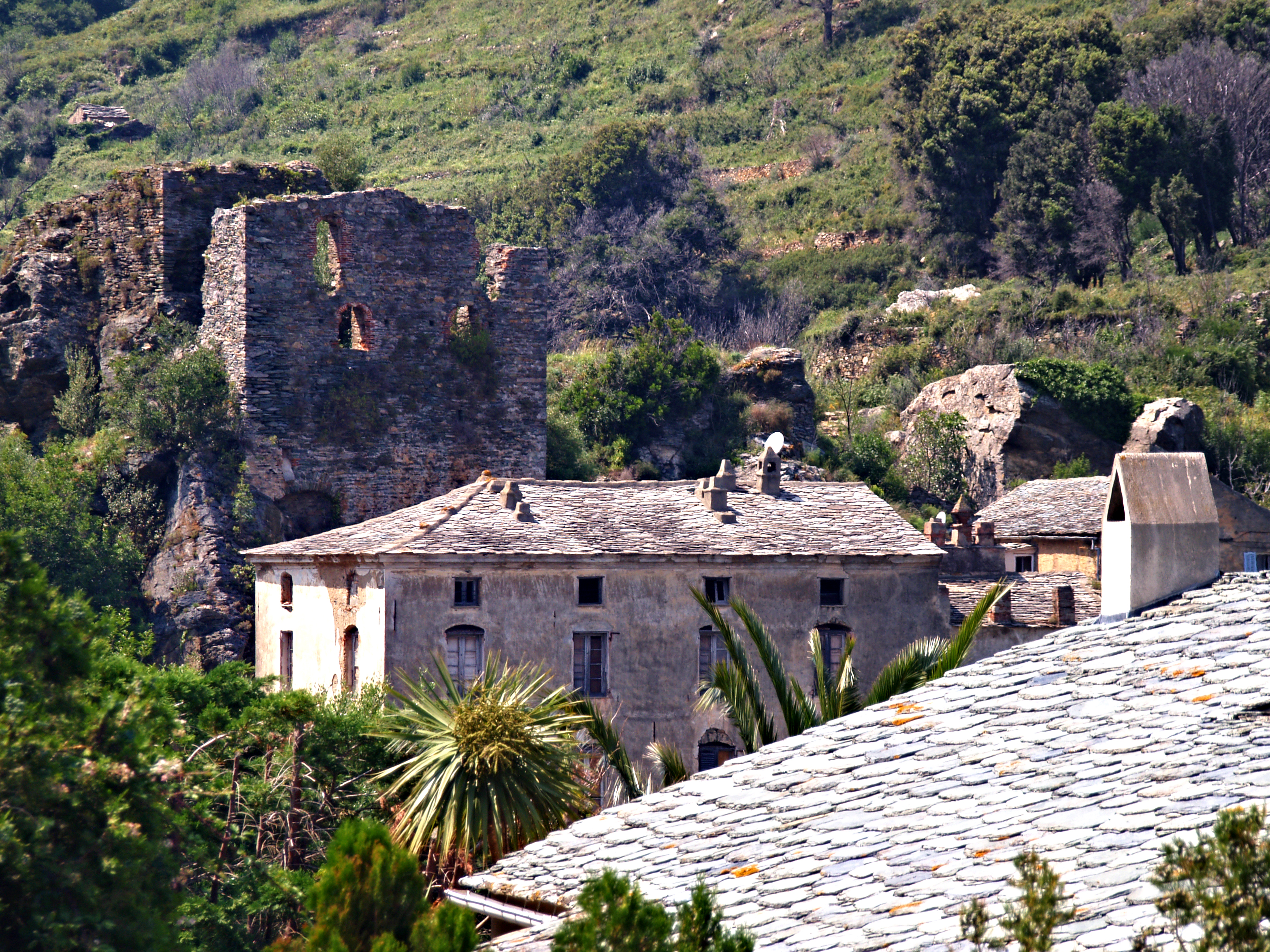
Ruines du fort de Brando à Forte.

Durant cette période, les fiefs De Gentile (excepté Nonza) ont plusieurs fois évolué dans l'espace. Concernant celui de Brando :
- 1350 - le fief de Brando était formé des pièves de Pietracorbara, Sisco et Brando
- 1424 - Aidé par Gênes, Giudicello d'Ornano (les Ornano descendent de Trufetta, frère de Sinucello Della Rocca ou Giudice) prend Orese, délivre André De Gentile qui ravit Sisco et Pietracorbara au seigneur de Brando.
- 1438 - Mort de Mathieu de Gentile ; le fief de Brando revient à Jacques de Gentile, excepté Erbalunga qui échoit à Vinciguerra de Gentile. Le fief d'Erbalunga est créé.
- 1483 - Les 6 fiefs du Cap font promesse de vassalité à l'Office de Saint Georges (Sisco a formé un petit fief de 1483 à 1491 pour Melchior Gentile). Les fiefs de Brando et de Canari sont unis sous la domination de Pâris Gentile.

L'ancien couvent Saint-François (San Francesco) au hameau de Pozzachi, à l'ouest de Mausoleo, avait été fondé en 1474 par les seigneurs de Brando qui y avaient leurs tombeaux.

#### Le fief de Brando auXVIesiècle

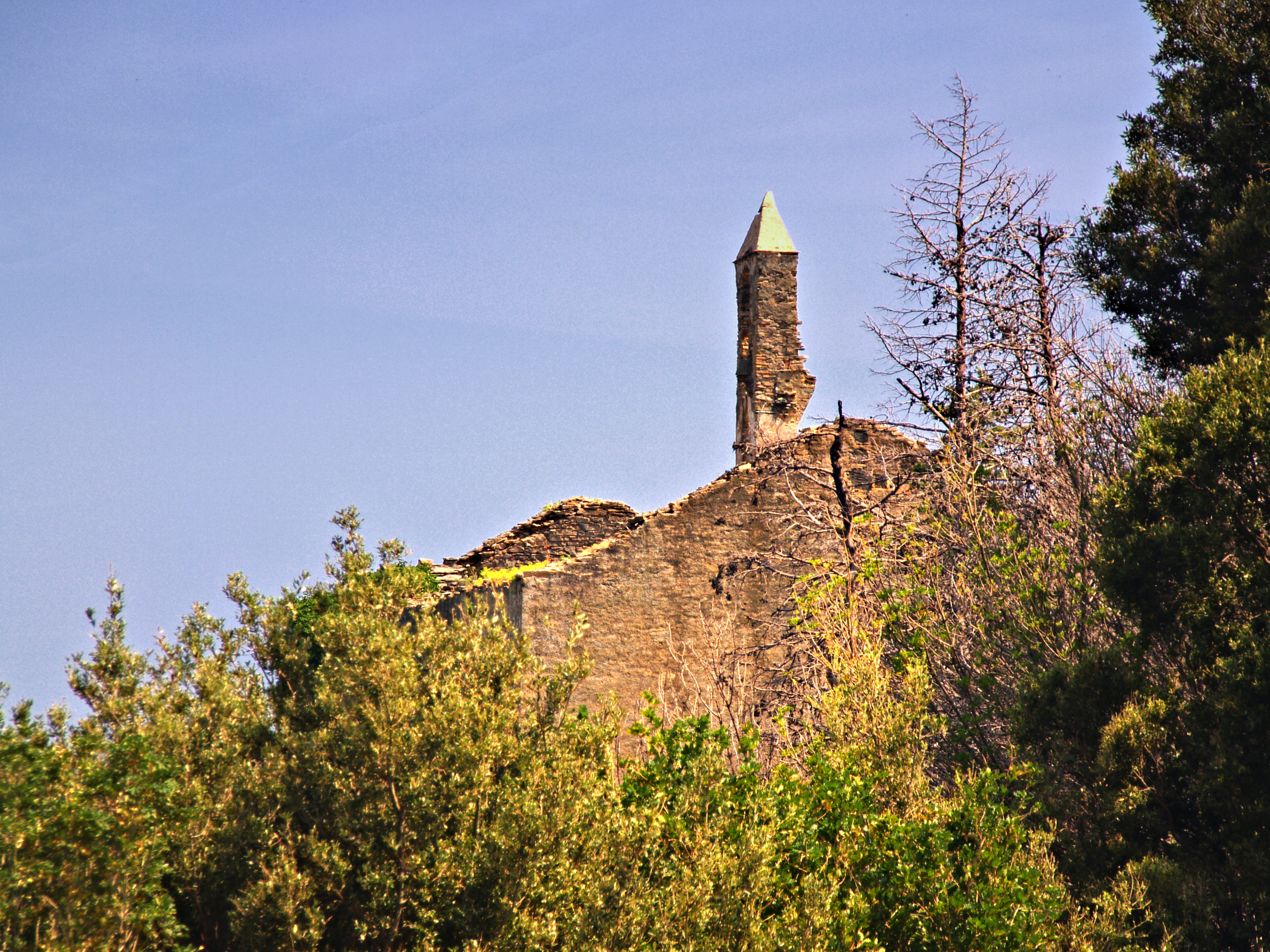
Ruines de l'ancien couvent San Francescu.

- 1510 - Le fief de Brando est formé des pièves de Pietracorbara, Sisco et Brando et Canari, le fief d'Erbalunga restant distinct.
- 1511 - Gênes fait assassiner le comte Rinuccio della Rocca, les fiefs corses ne jouent plus aucun rôle politique.
- Vers 1520 la piève de Brando qui comptait environ 1 500 habitants, avait pour lieux habités Pozzo, la Piana, Fisculatio, lo Poreto, Salicagia, la Grotta, li Fundali, lo Castello, lo Musoleo, Erbalunga. La communauté de Brando avait pour lieux habités lo Poretto, Lavasina, lo Catello, Erbalonga[1].
- 1536 - Pier-Battista Santelli, Génois de Saint-Florent, achète le fief de Canari à Pâris De Gentile qui avait reçu le fief de son frère Geronimo[Note 2]. Le fief de Brando ne comprend plus que les pièves de Pietracorbara, Sisco et Brando, le fief d'Erbalunga étant toujours distinct.
- 1554 - Les Da Mare et les De Gentile combattent Gênes. Seuls les seigneurs d'Erbalunga luttent contre la France.
- 1556 - Altobello De Gentile reprend son fief de Brando à Gênes. La trêve de Vaucelles n'empêche pas les Génois d'occuper temporairement les tours de Grisgione, Erbalunga, Casaiula, Santa Severa et même le château de Morsiglia.
- 1557 - La France ruine Erbalunga.
- 1559 - Le traité de Cateau-Cambrésis rend la Corse à Gênes.
- 1592 - Gênes réduit les pouvoirs des caporaux et des féodaux : création d'un pouvoir communal et mise en place dans chaque fief d'un arringo (du latin médiéval harenga), tribunal populaire.
- 1599 - À la mort d'Alphonse, seigneur d'Erbalunga, son fief disparaît. Il est administré par Gênes qui fait d'Erbalunga le port le plus actif de l'île au XVIIe siècle.

#### Le fief auXVIIesiècle
- 1625 - Les Génois prennent en main l'administration des fiefs de Nonza et Brando qui n'existent alors plus que de noms. Seul subsiste le fief de Canari.

À cette date Gênes perçoit au Cap Corse 2 impôts directs : taille et corvée (la corvée dite opera était à l'origine un travail à exécuter : le mot latin opera signifie travail) plus une taxe pour la garde des tours de guet.

### Le fief d'Erbalonga
Erbalunga et ses environs immédiats formaient un fief minuscule de 3 km2 créé en 1438 à la mort de Mathieu De Gentile. C'est son fils Vinciguerra De Gentile qui en hérita.
Pendant plus d'un siècle le fief a été en lutte avec le fief de Brando voisin. Assiégé par Giacomo De Gentile de Brando, Vinciguerra doit se rendre en 1480 et s'exiler. Le petit fief qui avait été uni à Brando, est rétabli en 1483 par Gênes qui ordonne la destruction du château d'Erbalunga élevé au XIIIe siècle, dominant sa marine de Lavasina.
- 1519 - Ghjan-Anto' De Gentile, petit-fils de Vinciguerra, est tué par Giovanni et Gianni coseigneurs de Brando.
- 1556 - La France occupe presque toute la Corse. Gênes ne possédait plus que Calvi, Bastia, l'église Saint-Antoine de Belgodère De Bagnara, Grisgione, La Casaiula (partie de la marine de Sisco) et Erbalunga.

Les seigneurs d'Erbalunga sont aux côtés de Gênes contre ceux de Brando avec les Français. Tullio De Gentile d'Erbalunga rançonne avec sa frégate armée les embarcations des vassaux des seigneurs de Brando.
En novembre 1556 Altobello et son frère Raffaello De Gentile, coseigneurs de Brando et amis de la France, résistent avec 7 soldats face à 300 Génois repoussés par Sampiero Corso. Tullio De Gentile attaque à Castello-Brando Altobello qu'il tue, et son frère Raffaello De Gentile.
- 1557 - En avril les Français détruisent totalement Erbalunga et son église Santa Catarina, à l'exception d'une tour pour y mettre une garde.
- 1557 - Mai, Virgilio et Fabio De Gentile d'Erbalunga, fils d'Alessandro, périssent au cours d'un combat.
- 1558 - Septembre, Alfonso d'Erbalunga fortifie à nouveau Erbalunga tandis que les Français relèvent le château de Castello-Brando, puis en octobre ruinent la tour d'Erbalunga.

À la mort d'Alfonso De Gentile, sa fille unique Louise mariée à Jacques II De Negroni se désintéresse du fief d'Erbalunga. Erbalunga est alors administré dès 1559 par Gênes qui en fait le port le plus actif de Corse au XVIIe siècle.

### La piève civile

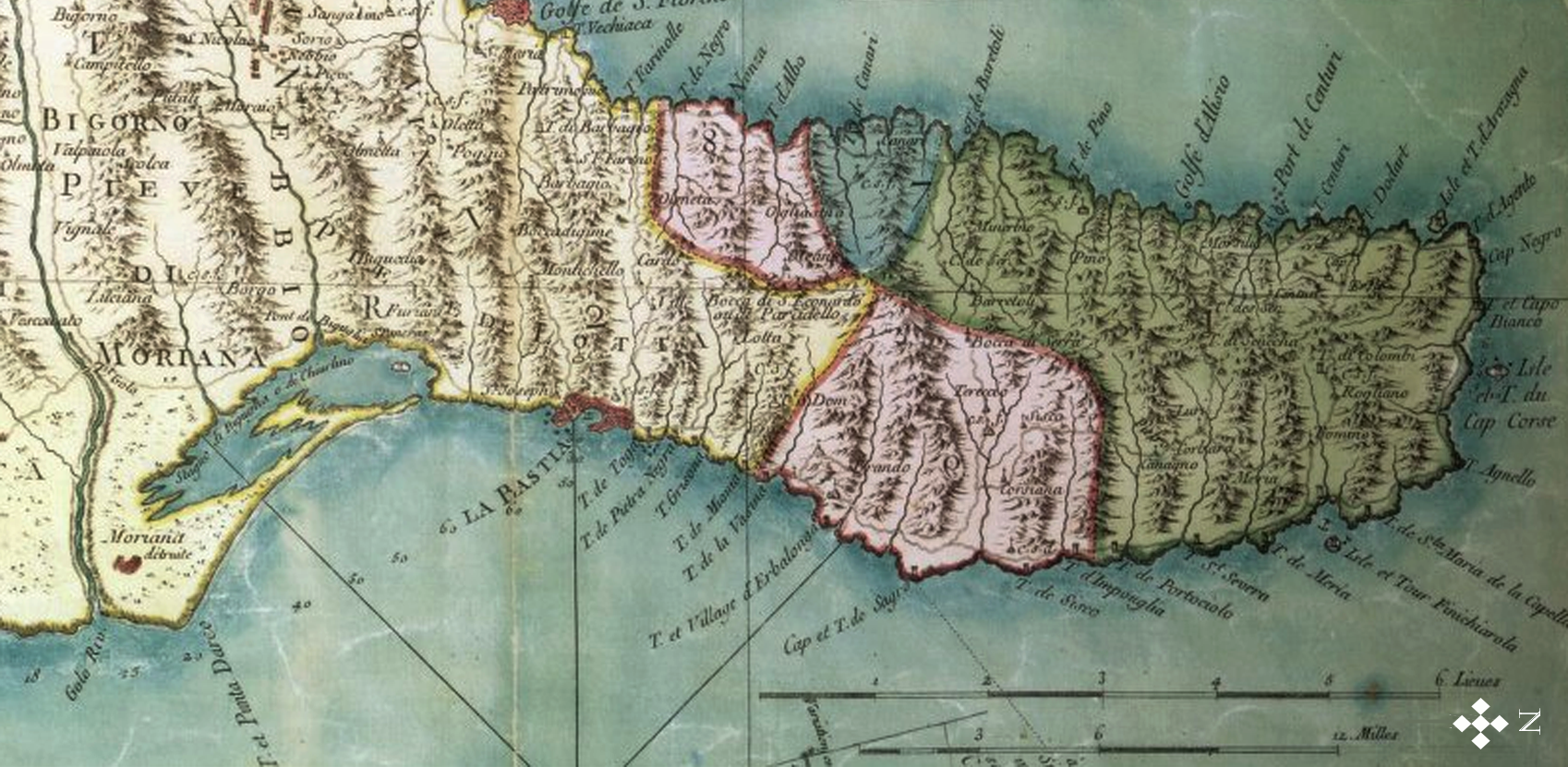
Extrait de la carte militaire de Corse en 1768

Vers 1520 la piève comptait environ 1500 habitants. Elle comportait les lieux habités suivants :
- Pozzo,
- la Piana,
- Fisculatio,
- lo Poreto,
- Salicagia,
- la Grotta,
- li Fundali,
- lo Castello,
- lo Musoleo,
- Herbalunga.

En 1520, la "communauté" de Brando, de la seigneurie De Gentile, était formée des lieux habités lo Poretto, Lavasina, lo Catello, Erbalonga.
Au XVIIe siècle, la piève de Brando était formée avec la fusion des anciennes pievi d'Ampuglia, de Sisco et de Brando. D'Alerius Tardy : « On pense que le Cap Corse a compté 22 pièves, mais il est possible qu'il y en ait eu davantage ».
Au XVIIe siècle Brando était l'une des 4 pièves civiles du Cap Corse, les autres étant Nonza, Canari et Capocorso. Ces pievi étaient toujours qualifiées officiellement de "fiefs" pour ménager les seigneurs locaux dépossédés. Lota et Pietrabugno sont en piève civile de Bastia.
- Civilement la piève de Brando relevait de la juridiction du Cap Corse, Rogliano étant devenu en 1768 la capitale de la nouvelle province française du Cap Corse, le centre de la "Pruvincia (civile) di Capu Corsu".
- Judiciairement, le Cap Corse n'a plus que 5 pièves : Canari, Barrettali, Luri, Tomino et Sisco. Brando dépendra du tribunal de Bastia jusqu'en 1764.

Au début du XVIIIe siècle, dans son rapport rédigé à la demande de Gênes, l'abbé Accinelli décrit la pièève : « Dopo Sisco in amene Colline si gionge al fiume Vasina, ove il tanto celebre Santuario di n.ra Signora nel Feudo di Brando, è questo assai popolato, e meglio coltivato, dove termina la Giurisditione di Capo Corso dal levante : Pietra Corbara, Sisco, e Brando con 34 ville, col popolo di 2360 abitanti divisi in 300 e più fuoghi, formano detto Feudo distante 5 miglia della Bastia, sono in esse due Conventi uno de Zoccollanti, altro di Capuccini... »
Brando était gouverné par un lieutenant (Luogotenente), élu par les représentants du fief qui n'existait alors plus que de nom. Il était dans le ressort de la juridiction de Bastia. Le fief était formé d'Erbalunga, Pozzo, Mausoleo, Poretto et Castello et comptait 726 habitants, de Sisco 908 habitants et de Pietracorbara 718 habitants. .
- 1769 : la Corse passe sous administration militaire française.
- 1790 : la Révolution supprime la province du Cap Corse. La piève de Brando devient le canton de Brando, qui relève du district de Bastia nouvellement créé.
- 1793 : le canton de Brando devient le canton de Sagro.
- 1828 : le canton de Sagro reprend le nom de canton de Brando.
- 1973 : le canton de Sagro-di-Santa-Giulia est créé, avec la fusion imposée des cantons de Brando et de Nonza.

### La piève religieuse
Au XVIIe siècle, sur le plan religieux, le Cap Corse comptait 5 pièves : Nonza et Canari qui étaient sous l'autorité de l'évêque de Nebbio près de Saint-Florent, et Luri, Tomino et Brando qui dépendaient de l'évêque de Mariana, établi à Bastia depuis 1570 à cause de la permanente menace barbaresque.

#### L'église piévane
L'église piévane de Brando était l'église de Santa Marie di e nevi, située sur la commune de Brando. Elle existe toujours, auprès de l'actuelle église paroissiale de Santa Maria Assunta dans le hameau de Castellu, d'après Geneviève Moracchini-Mazel .

#### Le centre de la piève

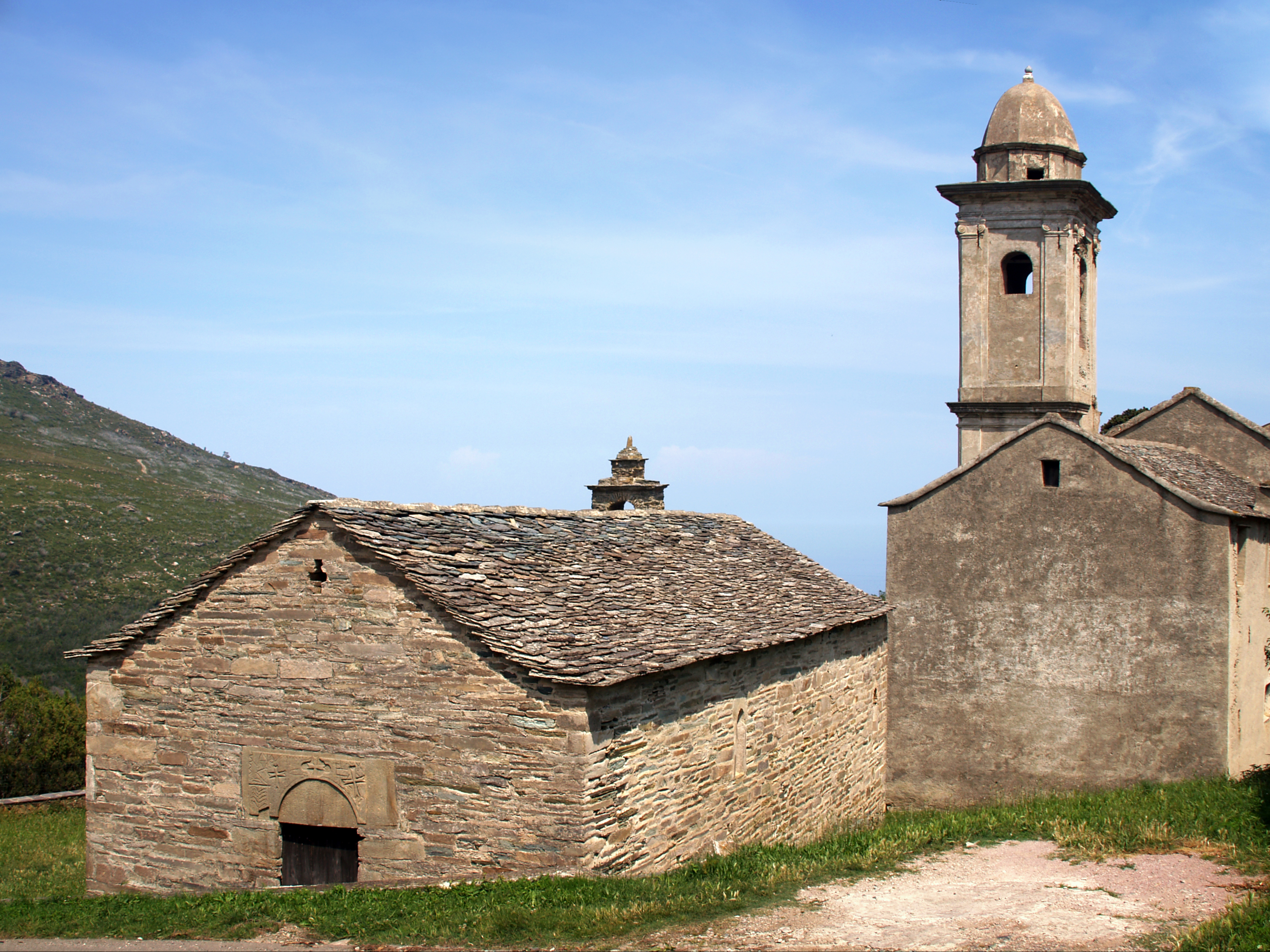
Notre-Dame-des-Neiges

Parocchia (ou Paruchja qui signifie paroisse), lieu-dit situé au sud-est de Castello, était la paroisse de Brando. S'y trouvent trois édifices religieux classées Monuments historiques :
- l'église Sainte-Marie-de-l'Assomption (Santa-Maria Assunta) du XIVe siècle ;
- la chapelle de confrérie Sainte-Croix de la fin XVe siècle ;
- la chapelle Notre-Dame-des-Neiges (Santa Maria di e Nevi), chapelle pisane attenant à l'église datée du Xe siècle. Elle était l'église principale.

#### Autres centres
L'ancienne piève de Sisco comporte un lieu-dit Pieve avec une chapelle San Ghjuvanni.
Quant à la piève d'Ampuglia, l'église romane disparue, sur l'emplacement de laquelle a été édifiée au XIXe siècle l'église Saint-Césaire à Cortina, semble devoir être l'église principale à l'époque.